# Réhabilitation respiratoire
 (mai 2010).
Si vous disposez d'ouvrages ou d'articles de référence ou si vous connaissez des sites web de qualité traitant du thème abordé ici, merci de compléter l'article en donnant les références utiles à sa vérifiabilité et en les liant à la section « Notes et références ».
La réhabilitation respiratoire est une technique médicale qui s'adresse à l'ensemble des malades atteints de pathologies respiratoires chroniques (insuffisance respiratoire, broncho-pneumopathie chronique obstructive (BPCO), bronchite chronique, emphysème, asthme, dilatations des bronches, syndrome d'apnée du sommeil, etc.).
Cette méthode s'inscrit dans la durée et nécessite le savoir-faire d'une équipe pluridisciplinaire. Son efficacité a été essentiellement démontrée pour la BPCO dans ses formes modérées et sévères. 
Les objectifs physiopathologiques et cliniques sont  :
- d'optimiser le souffle, de réduire la dyspnée
- d'améliorer la tolérance à l'effort
- de réduire le nombre d'exacerbations respiratoires (surinfections...)
- de retrouver une bonne qualité de vie.

## Étymologie
Le terme « réhabilitation » est parfois indifféremment remplacé par « rééducation » ou « réadaptation ». Ce qui signifie pour un membre du corps, de retrouver un état physique antérieur ou meilleur. Or, dans le domaine respiratoire, il est difficile de retrouver un état initial, par exemple de restaurer un poumon. En termes d'organes, seule la stabilisation est possible. Ou bien, en voyant plus loin que l'organe, la thérapeutique peut considérer l'individu dans sa globalité et lui apprendre à  mieux vivre physiquement et moralement avec ce handicap. C'est la réhabilitation.
« La réhabilitation c'est donner de nouvelles habilités. À défaut de réadapter le poumon, la médecine pallie les retentissements systémiques d'une maladie respiratoire devenue chronique.  Par exemple la réhabilitation optimise le fonctionnement du muscle périphérique, améliore les comportements de santé des malades, diminue la dyspnée, améliore la tolérance à l'effort donc la qualité de vie. » Pr C. Préfaut[réf. nécessaire].

## Chiffres (en France)
On estime entre 2 et 3 millions de Français porteur d'une BPCO, dont 30 000 au stade d'insuffisance respiratoire grave et traités par oxygénothérapie et/ou ventilation non invasive[réf. souhaitée].
La broncho-pneumopathie chronique obstructive (BPCO) est aujourd’hui la 2e maladie respiratoire après l’asthme et la 6e cause de mortalité en France. Elle sera la 3e cause de mortalité dans le monde en 2030. Sa cause première et principale  est le tabac, dont les méfaits ne se réduisent donc pas au seul cancer du poumon.

## Historique: l'activité physique comme outil préventif et curatif
Hippocrate (460 – 377 av. J.-C.) déjà démontrait que l'activité physique avait une action préventive et curative sur certaines pathologies en particulier respiratoire. Gallien (129 – 201) affinera ces thèses.
Pour F. Lagrange (1845-1909), le rôle de l'activité physique (la médication par l'exercice) dépasse le domaine de la prévention avec un rôle thérapeutique dans la guérison ou l'amélioration des maladies confirmées. Il insiste sur la nécessité préalable d'une évaluation.
L'utilisation moderne de l'activité physique comme thérapeutique dans les maladies respiratoires remonte à la période des épidémies de tuberculose, et s'est affirmée avec la multiplication des maladies respiratoires chroniques invalidantes, en particulier en relation avec le tabac.

## Définition
Selon l’Organisation mondiale de la santé (1974), la réhabilitation respiratoire est « l’ensemble des activités assurant aux patients les conditions physiques, mentales et sociales optimales pour occuper par leurs moyens propres une place aussi normale que possible dans la société. »
Selon une conférence d'experts, recommandation Société de pneumologie de langue française 2005, « la réhabilitation respiratoire est un ensemble de soins personnalisés, dispensé au patient atteint d'une maladie respiratoire chronique, par une équipe transdisciplinaire. Elle a pour objectif de réduire les symptômes, d'optimiser les conditions physiques et psycho-sociales, de diminuer les coûts de santé par une stabilisation des manifestations pulmonaires et extra thoraciques de la maladie. La réhabilitation respiratoire doit répondre à l'objectif général de réinsertion, objectif qui est celui des services de soins de suite et de réadaptation, à savoir : donner au patient les moyens d'améliorer sa qualité de vie, d'accroître son autonomie et de réintégrer une vie sociale acceptable pour lui. »

### Propriétés fondamentales d'un programme de réhabilitation
- Un programme de soins individualisé et personnalisé
- Un programme de soins multidisciplinaire intégrant :

1. la rééducation et le réentraînement à l'exercice associant des activités physiques adaptées,
2. l’accompagnement psychologique favorisant l’acceptation du caractère chronique de la maladie, limitant progressivement les phénomènes d’exclusion ou d’isolement que connaissent inexorablement les malades atteints de maladies chroniques,
3. l'éducation thérapeutique dont l'objectif à terme est une évolution des comportements ; sevrage tabagique, activité physique régulière, diététique appropriée ; adhésion au traitement chronique.

## Résultats
Résultats des programmes de réhabilitation chez le patient BPCO en termes d'Evidence Based Medicine (médecine fondée sur les preuves)
Critère et niveau de résultat :
- Dyspnée : A
- Tolérance à l'effort : A
- État psychologique : B
- Qualité de vie : A
- Renforcement musculaire : A
- Exacerbations[Quoi ?] : B

A : niveau de preuves fort : nombre d'études suffisant, tous les résultats sont concordants
B : niveau bon : le nombre d'études n'est pas encore suffisant ou certaines d'entre elles sont partiellement contradictoires
C : niveau moyen : nombre d'études insuffisant, avis d'expert.
D'autres résultats sont obtenus en fonction des facteurs pronostiques, même si pendant longtemps le seul était le volume expiratoire maximal par seconde (VEMS). Il y a aussi la force musculaire, le nombre annuel d'exacerbations, et l'index BODE (Body Mass Index (Indice de Masse Corporelle), Obstruction (VEMS), Dyspnoea (Dyspnée), Exercise capacity (Test de marche de 6 minutes) : l'index BODE est un index pronostique dont la somme des scores reflète la sévérité de la maladie.
Quant à la survie du patient, c'est une question délicate. Le but de la réhabilitation est d'améliorer la qualité de vie des patients pendant les années qu'il leur reste à parcourir. Certes, les études transversales montrent que le nombre de survivants est plus important dans les groupes actifs que dans les groupes contrôles. Mais les statistiques ne permettent pas de conclure à ce jour.